# Robbie Robinson
Robert Robbie Robinson Rantul (Camden, Carolina del Sur, 17 de diciembre de 1998) es un exfutbolista estadounidense-chileno que jugaba como delantero. Su último equipo fue el Inter de Miami de la MLS norteamericana.

## Trayectoria

### Charleston Battery
En 2017 firmó un contrato con el Charleston Battery que disputaba la USL Championship. Hizo su debut profesional el 14 de junio entrando como suplente en el minuto 88 en una derrota por 3-2 ante el Atlanta United FC en un encuentro válido por la USL Professional Division 2017.

### Clemson Tigers
Posteriormente jugó fútbol universitario en el Clemson Tigers. Anotó su primer gol el 22 de septiembre de 2017.
El 4 de enero de 2020 ganó el Trofeo Hermann que lo galardono como el mejor jugador de fútbol universitario de los Estados Unidos. El 20 de mayo fue nombrado Deportista del Año de la ACC, un premio para el mejor jugador masculino de todos los deportes en la Conferencia de la Costa Atlántica. En los 67 años de historia del premio, Robinson fue el primer jugador de fútbol masculino en ganar el premio.

### Inter Miami CF
En diciembre de 2019, se anunció que había firmado por el Inter de Miami de la Major League Soccer.
Su debut en la MLS fue el 1 de marzo de 2020 en un partido contra Los Angeles FC.Tras múltiples lesiones el club rescindió su contrato en julio de 2024.

## Selección nacional
Durante 2020, en una entrevista Robinson indicó que había conversado con el director técnico de la selección chilena, Reinaldo Rueda, quien le dijo que estaba siendo seguido por La Roja. Esto se concretó el 23 de agosto de 2021, siendo nominado a la selección de Chile por Martín Lasarte para la fecha triple de septiembre de las Clasificatorias Sudamericanas para Catar 2022. El 1 de septiembre de 2021 se dio a conocer que el delantero había regresado a Estados Unidos por temas personales.

## Vida personal
Nacido en Estados Unidos, de padre estadounidense y madre chilena, Paula Belmar, quien emigró a los 9 años a Estados Unidos, y más tarde estudió y se tituló en medicina. Tiene dos hermanas, Mia e India.

## Estadísticas

### Clubes
Actualizado al último partido disputado el 6 de agosto de 2023.
| Club                              | Div.          | Temporada     | Liga  | Liga  | Liga   | Copas | Copas | Copas  | Internacional | Internacional | Internacional | Total | Total | Total  | Media goleadora |
| Club                              | Div.          | Temporada     | Part. | Goles | Asist. | Part. | Goles | Asist. | Part.         | Goles         | Asist.        | Part. | Goles | Asist. | Media goleadora |
| --------------------------------- | ------------- | ------------- | ----- | ----- | ------ | ----- | ----- | ------ | ------------- | ------------- | ------------- | ----- | ----- | ------ | --------------- |
| Charleston Battery Estados Unidos | 2.a           | 2017          | —     | —     | —      | 1     | 0     | 0      | —             | —             | —             | 1     | 0     | 0      | 0               |
| Inter de Miami Estados Unidos     | 1.a           | 2020          | 12    | 0     | 0      | 0     | 0     | 0      | —             | —             | —             | 12    | 0     | 0      | 0               |
| Inter de Miami Estados Unidos     | 1.a           | 2021          | 24    | 4     | 0      | 0     | 0     | 0      | —             | —             | —             | 24    | 4     | 0      | 0.17            |
| Inter de Miami Estados Unidos     | 1.a           | 2022          | 8     | 1     | 1      | 2     | 1     | 0      | —             | —             | —             | 11    | 2     | 1      | 0.18            |
| Inter de Miami II Estados Unidos  | 3.a           | 2022          | 1     | 0     | 0      | —     | —     | —      | —             | —             | —             | 1     | 0     | 0      | 0               |
| Inter de Miami II Estados Unidos  | 3.a           | 2023          | 1     | 0     | 0      | —     | —     | —      | —             | —             | —             | 1     | 0     | 0      | 0               |
| Inter de Miami II Estados Unidos  | Total club    | Total club    | 2     | 0     | 0      | 0     | 0     | 0      | 0             | 0             | 0             | 2     | 0     | 0      | 0               |
| Inter de Miami Estados Unidos     | 1.a           | 2023          | 3     | 0     | 0      | 0     | 0     | 0      | 3             | 0             | 1             | 6     | 0     | 1      | 0               |
| Inter de Miami Estados Unidos     | Total club    | Total club    | 47    | 5     | 1      | 2     | 1     | 0      | 3             | 0             | 1             | 53    | 6     | 2      | 0.12            |
| Total carrera                     | Total carrera | Total carrera | 49    | 5     | 1      | 3     | 1     | 0      | 3             | 0             | 1             | 56    | 6     | 2      | 0.11            |
| 1. 2. 3.                          |               |               |       |       |        |       |       |        |               |               |               |       |       |        |                 |

## Palmarés

### Títulos internacionales
| Título      | Club           | País           | Año  |
| ----------- | -------------- | -------------- | ---- |
| Leagues Cup | Inter de Miami | Estados Unidos | 2023 |

### Distinciones individuales
| Distinción                   | Año  |
| ---------------------------- | ---- |
| Hermann Trophy               | 2019 |
| Deportista del Año de la ACC | 2020 |